# سفارة دولة فلسطين لدى أوكرانيا
سفارة دولة فلسطين في أوكرانيا هي الممثلية الدبلوماسية العُليا لدولة فلسطين لدى أوكرانيا. تقع السفارة في عاصمة أوكرانيا مدينة كييف. تعمل السفارة على تعزيز وتطوير العلاقات الثنائية بين دولة فلسطين وأوكرانيا. 

## تاريخ العلاقات الدبلوماسية
اعترفت جمهورية أوكرانيا الاشتراكية السوفياتية باستقلال دولة فلسطين في 19 تشرين الثاني 1988. واعترفت فلسطين  باستقلال أوكرانيا بتاريخ 2 كانون الثاني 1992. أقيمت العلاقات الدبلوماسية بين فلسطين وأوكرانيا عام 2001 وتم افتتاح سفارة فلسطين في العاصمة كييف  بتاريخ 2 تشرين الثاني 2001، وذلك بجهود وزارتي الخارجية الفلسطينية والأوكرانية وتم اعتماد أول سفير فلسطيني وهو وليد زقوت كسفير مفوض وفوق العادة لدى أوكرانيا.